# Климов, Михаил Ильич
Михаи́л Ильи́ч Кли́мов (21 ноября 1924 — 9 октября 1984) — советский офицер, участник Великой Отечественной войны, мастер танкового боя, Герой Советского Союза (27.06.1945). Капитан запаса .

## Биография
Родился 21 ноября 1924 года в селе Гостыж Тульской губернии (ныне Одоевского района Тульской области) в семье рабочего. Русский. После переезда в Москву окончил 8 классов школы № 460, школу фабрично-заводского ученичества при 1-м государственном автомобильном заводе имени И. В. Сталина. Работал слесарем.
В РККА с августа 1942 года. В 1943 году окончил 2-е Горьковское танковое училище. На фронте Великой Отечественной войны с декабря 1943 года. Лейтенант М. П. Климов направлен командиром танка Т-34 в состав 9-го гвардейского механизированного корпуса 3-й гвардейской танковой армии 1-го Украинского фронта.
16 августа 1944 года в бою у польского посёлка Озенблув в ходе Львовско-Сандомирской операции экипаж его танка Т-34-76 отразил атаку пяти «Пантер» противника, вышедших на позиции советской пехоты. Танк был неподвижен и вёл огонь только с места. В результате первые три «Пантеры» были подбиты сразу. Танк М. И. Климова был также подожжён, но из горящей машины удалось подбить четвёртую «Пантеру». Подоспевшие советские танки выровняли положение, отбросив противника на исходные позиции. Командир экипажа и механик-водитель Павел Гармаш были контужены, но вдвоём смогли вытащить из горящей машины своих товарищей и оказать им первую помощь, после чего весь экипаж был направлен в госпиталь. За этот эпизод 24 сентября 1944 года гвардии лейтенант М. И. Климов был награждён орденом Ленина, а трое членов экипажа — механик-водитель Павел Гармаш, заряжающий Григорий Сенотрусов и стрелок-радист Иван Ненашев — орденами Красного Знамени.
После госпиталя направлен в 383-й гвардейский тяжёлый самоходно-артиллерийский полк 9-го гвардейского механизированного корпуса 3-й гвардейской танковой армии. В составе его экипажа ИСУ-122 — механик-водитель старшина Владимир Зубков.
1 марта, после завершения Нижне-Силезской наступательной операции, немецкая группа армий «Центр» предприняла контрнаступление против 3-й гвардейской танковой армии. С 3 по 5 марта 1945 года в боях в районе города Вальденбург (ныне Валбжих, Польша) командир САУ гвардии лейтенант М. И. Климов вместе со своим экипажем уничтожил 8 танков противника (из них 1 — «Королевский тигр»). Затем в течение пяти дней 6-11 марта в боях южнее города Наумбург (ныне Новогродзец, Польша) отбивал атаки танков и пехоты противника, уничтожив ещё 4 танка, но и сам 8 марта был тяжело ранен. Таким образом, за проведённые полком две боевые операции на его счету — 12 подбитых и уничтоженных танков противника. По оценке командира полка гвардии подполковника Веремея, он «проявил себя как мастер танкового боя». 15 марта наступление вермахта было остановлено с началом Верхне-Силезской наступательной операции советских войск.
Указом Президиума Верховного Совета СССР от 27 июня 1945 года «за мужество и героизм, проявленные в боях с немецко-фашистскими захватчиками» гвардии лейтенанту Климову Михаилу Ильичу присвоено звание Героя Советского Союза с вручением ордена Ленина и медали «Золотая Звезда» (№ 8643).
За годы войны на его личном боевом счету 16 подбитых и уничтоженных танков и 1 штурмовое орудие противника. М. И. Климов считается одним из самым результативных советских артиллеристов-самоходчиков Великой Отечественной войны.
С 1945 года в отставке в звании старшего лейтенанта. Жил в Москве. Член КПСС с 1945 года. В 1949 году окончил 10 классов вечерней школы. Вернулся на автомобильный завод имени И. А. Лихачёва. Занимался общественной деятельностью, участвовал в деятельности совета ветеранов 9-го механизированного корпуса. Ему было присвоено воинское звание капитан запаса (4.04.1975).
Умер 9 октября 1984 года в Москве. Похоронен на Калитниковском кладбище (участок № 3).

## Награды
- Медаль «Золотая Звезда» № 8643 Героя Советского Союза (27 июня 1945);
- два ордена Ленина (24 сентября 1944, 27 июня 1945);
- орден Отечественной войны II степени (18 марта 1945);
- медали.

## Семья
Отец — Илья Андреевич Климов. Жена — Валентина Александровна Климова, проживала в Москве по ул. Новоостаповская, д. 8.

Могила Климова на Калитниковском кладбище Москвы.

## Память
Имя М. П. Климова присвоено школе-интернату Одоевского района Тульской области. Барельефом танкиста украшена станция «Таганская (кольцевая)» Московского метрополитена. В 2008 году в Москве на доме № 8 по улице Новоостаповская, где жил М. П. Климов, установлена мемориальная доска.

## Документы
- Наградной лист М. П. Климова с представлением к званию Героя Советского Союза. «Подвиг Народа в Великой Отечественной войне 1941—1945 гг». Номер записи в базе данных: 150014885.